# 绿头靓唐纳雀
，是雀形目裸鼻雀科的一种鸟类。
绿头靓唐纳雀体重约18.7克，翼长约64.2毫米，嘴峰长约11.8毫米，喙宽度约5.1毫米，喙厚度约5.2毫米，跗蹠长约15.9毫米，尾长约47.5毫米。绿头靓唐纳雀在其分布区内为留鸟，其栖息在密集的高大树木组成的森林中，食性为草食性，主要食物来源是水果。
绿头靓唐纳雀分布于巴拉圭东南部至巴西东南部和阿根廷东北部（米西奥内斯）。该物种是单型物种，没有亚种分化。